# BAE Systems
BAE Systems plc är Europas största försvarskoncern, med cirka 83 100 anställda. Företaget har sitt huvudkontor i Storbritannien och är samarbetspartner och leverantör till bland annat stridsflygplanet Eurofighter Typhoon. BAE Systems bildades genom en sammanslagning av British Aerospace (BAe) och Marconi Electronic Systems (MES), och arbetar huvudsakligen med att tillverka, sälja och underhålla militära fordon och vapensystem. Sammanslagningen genomfördes den 30 november 1999.
Koncernen kan även ses som arvtagare till flera stora brittiska försvars- och teknikföretag under 1900-talet, däribland Marconi Company, A.V. Roe and Company, de Havilland, British Aircraft Corporation och Supermarine. BAE Systems är delaktigt i projekt som F-35 Lightning II, Eurofighter Typhoon, kärnvapenubåten Astute och den nya generationens hangarfartyg Queen Elizabeth.
Företaget har fått omfattande kritik, både för sin produktion och handel med militära produkter och på grund av anklagelser om korruption. År 2010 betalade BAE Systems böter på 286 miljoner pund till Serious Fraud Office och USA:s Department of Justice. Koncernen är noterad på London Stock Exchange och ingår i FTSE 100 Index.

## Bolag

### Dotterbolag

#### Australien
- BAE Systems Australia

#### Sverige
BAE Systems AB i Stockholm, är koncernens bolag i Sverige, vilken är uppdelad i tre olika bolag:
- BAE Systems Bofors i Karlskoga, som bland annat tillverkar ARCHER Artillerisystem och Haubits 77
- BAE Systems Hägglunds i Örnsköldsvik, som bland annat tillverkar Beowulf, BvS 10 och Stridsfordon 90.
- BAE Systems C-ITS som arbetar med lösningar för utbildning genom simulering och e-learning. Har verksamhet i Linköping och Stockholm

### Samriskföretag
- Aircraft Carrier Alliance

## Korruptionsutredningar

### Serious Fraud Office
BAE Systems affärer med Chile, Tjeckien, Rumänien, Saudiarabien, Sydafrika, Tanzania och Qatar har granskats av Serious Fraud Office mot bakgrund av korruptionsanklagelser. 2006 svarade koncernen på dessa anklagelser i rapporten "BAE Systems' 2006 Corporate Responsibility Report" med att konstatera att de fortsätter att neka till anklagelserna, att de följer lagen och att de även fortsättningsvis kommer att göra så.

## Övrig kritik

### Spionage
I september 2003 rapporterade The Sunday Times att BAE hade hyrt ett privat företag för att samla information om individer som arbetar på den antimilitära föreningen Campaign Against Arms Trade och deras aktiviteter.

### Kärnvapen
2006 exkluderas BAE Systems från Norges regerings pensionsfond eftersom de "utvecklar och/eller producerar centrala komponenter för kärnvapen".[källa behövs]

## Delägarskap i andra koncerner
- Eurofighter GmbH
- MBDA
- Boeing
- Lockheed Martin
- Rolls-Royce plc
- Air Astana

## Galleri

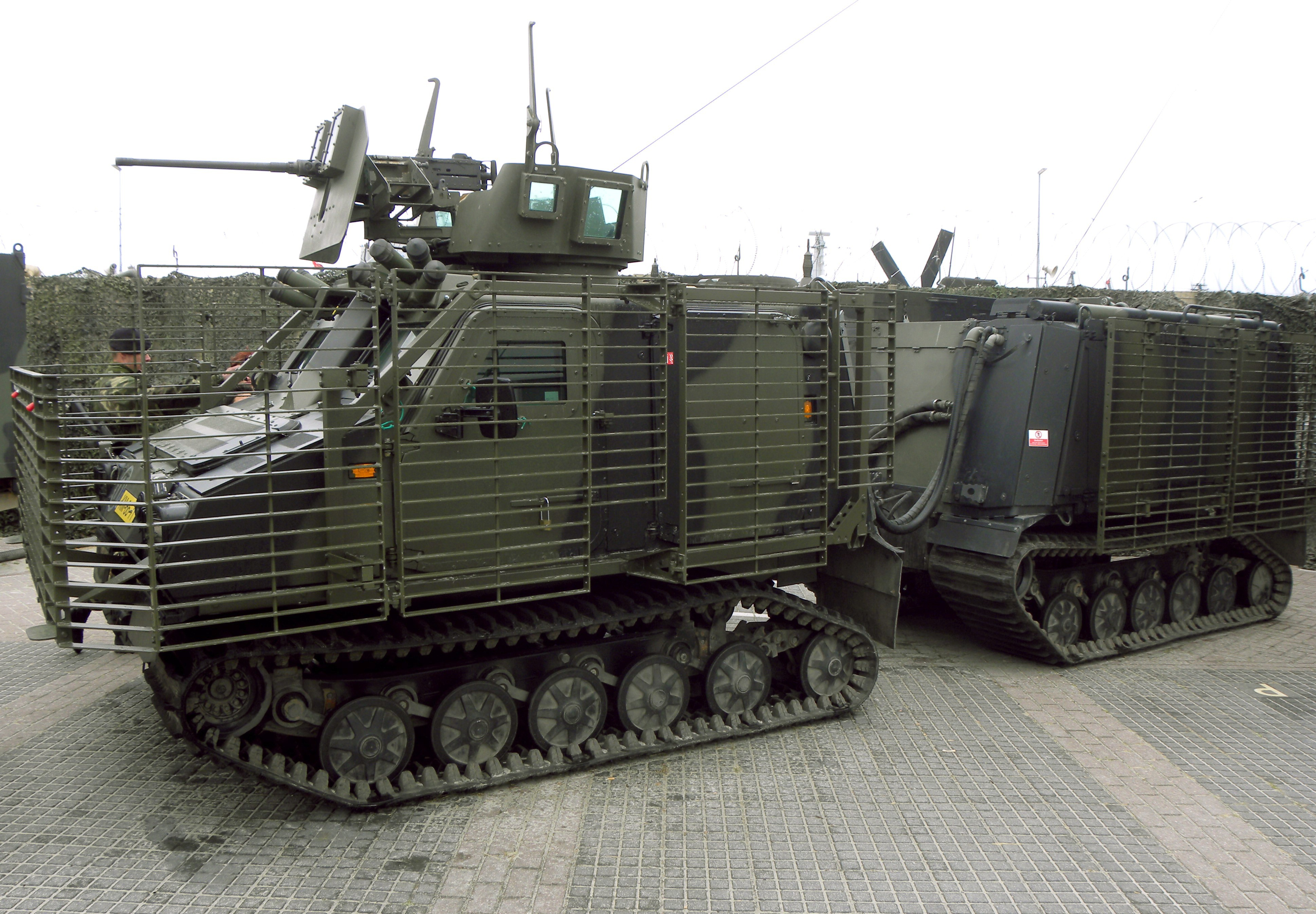
BvS10
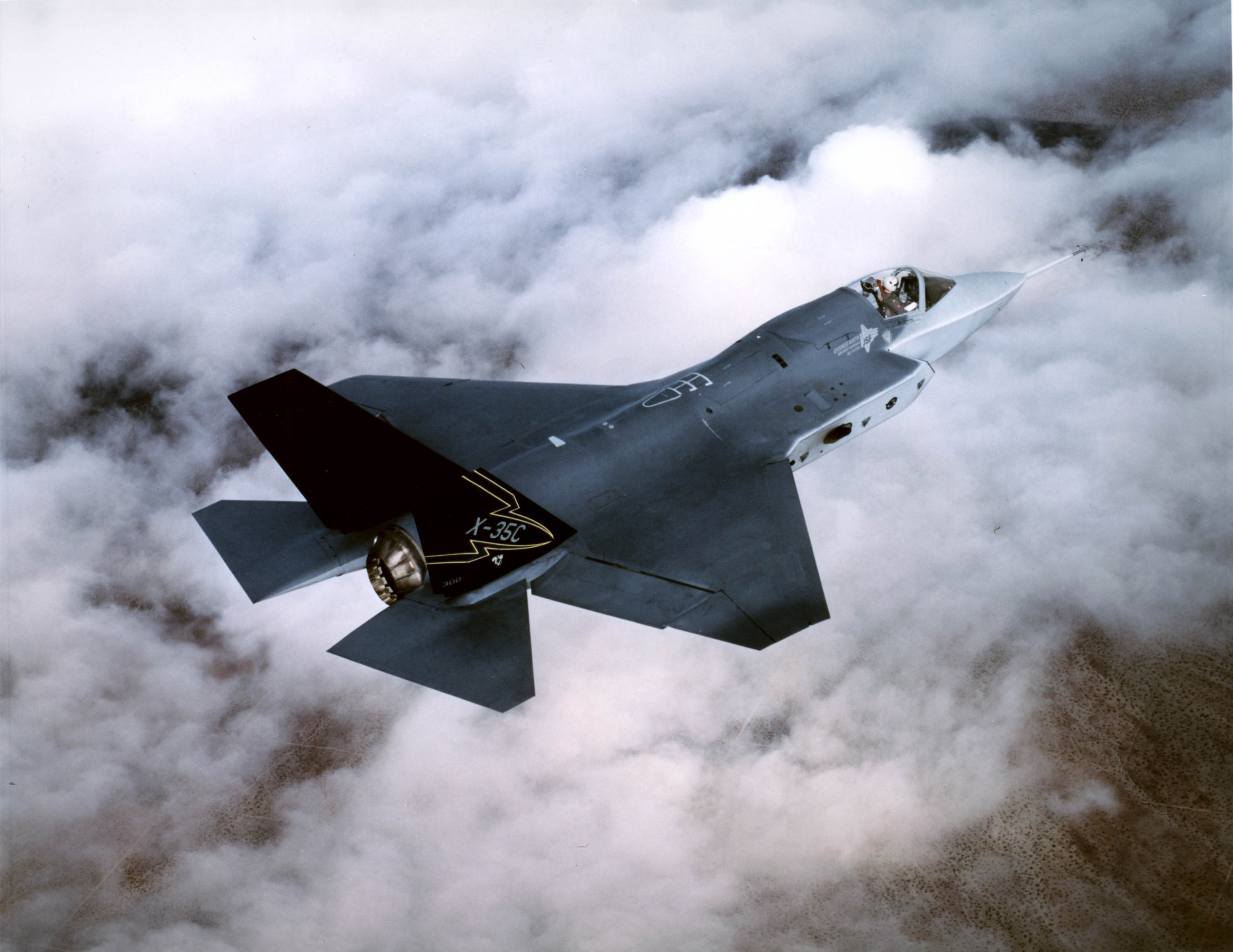
F-35 Lightning II
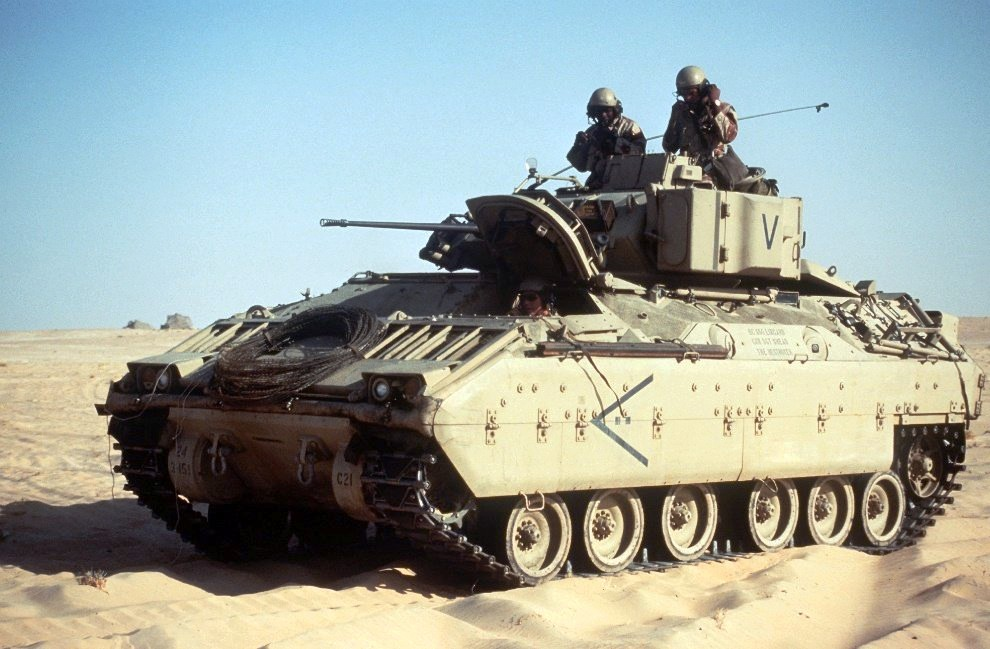
M2 Bradley